# Henryk Hajduk
Henryk Paweł Hajduk (ur. 3 stycznia 1953 w Rydułtowach) – polski polityk i inżynier, poseł na Sejm II kadencji.

## Życiorys
Ukończył w 1980 studia na Wydziale Górniczym Politechniki Śląskiej. W latach 80. i 90. kierował Związkiem Zawodowym „Kadra”. Był też w tym czasie prezesem klubu sportowego Naprzód Rydułtowy. Pełnił funkcję posła II kadencji, wybranego z listy Unii Pracy w okręgu Gliwice. W trakcie kadencji odszedł z UP, w 1997 bezskutecznie ubiegał się o reelekcję z listy SLD.
W 2006 został wybrany na radnego miasta Rydułtowy, obejmując w tym samym roku stanowisko zastępcy burmistrza. W 2010 ponownie został radnym miejskim. W 2014 nie kandydował w wyborach. W 2015 znalazł się na liście Nowoczesnej do Sejmu.